# Валвис, Димитриос
Димитриос Валвис (греч. Δημήτριος Βάλβης; 1808, Месолонгион — 1892, Афины) — греческий юрист и политик 19-го века. В 1886 году, на короткий промежуток времени, стал Премьер-министром Греции. Брат премьер-министра Греции Зиновиоса Валвиса.

## Биография
Димитриос Валвис родился 8 мая 1808 года (по некоторым источникам в 1814 году) в городе Месолонгионе, в семье священника Иоанниса Валвиса.
В годы Освободительной войны 1821—1829 годов Месолонгион трижды подвергся османской осаде — в 1822 году, в 1823 году и в 1825—1826 годах.
Его отец, священник Иоаннис Валвис и дядья, также священники, Пантолеон Валвис и Зафирис Валвис, приняли участие в обороне города во всех трёх его осадах.
В самом начале Третьей осады, подросток Димитриос Валвис был отправлен отцом на, находившиймя под британским контролем, островок Каламос, а оттуда в Италию, где жил его дядя, Спиридон Валвис и учился юриспруденции его брат, Зиновиос Валвис.
В апреле 1826 года, измождённые голодом, защитники города совершили отчаянный прорыв, в ходе которого погибли священники Пантолеон и Зафирис Валвисы. Иоаннис Валвис был в числе последних защитников города, которыми руководил епископ Иосиф (Рогон). Епископ Иосиф и священник Иоаннис Валвис обороняли ветряную мельницу в течение 3-х дней, после чего взорвали себя вместе с наседавшими турками.
Димитриос Валвис, также как его брат Зиновиос, учился юриспруденции в Пизе.
Валвис вернулся в возрождённое греческое государство уже после окончания Освободительной войны, в 1834 году. На трон Греции к тому времени был возведён баварский принц Оттон I.
Валвис последовал карьере в, учреждённых баварцами, судебных органах.
В 1872 году Валвис стал председателем Ареопага (Верховного суда) и оставался на этом посту до 1885 года.
Будучи председателем Верховного суда, возглавил в 1874 году «Чрезвычайный суд», судивший бывших членов правительства Димитриоса Вулгариса за симонию.
В связи с нестабильной политической обстановкой, король Георг назначил Валвиса 3 мая 1886 года премьер-министром страны. Валвис оставался на посту премьер-министра всего лишь несколько дней, после чего вернулся на пост Председателя Верховного суда.
Димитриос Валвис был награждён Большим Крестом Ордена Спасителя.
Димитриос Валвис умер в Афинах 30 ноября 1892 года
Похоронен на Первом афинском кладбище.
Димитриос Валвис не был женат и не имел детей.